# Jorge Cuesta Bello
Jorge Cuesta Bello (Vigo, 7 de diciembre de 1984), más conocido como Jorge Cuesta, es un entrenador de fútbol español que actualmente dirige al Bergantiños Fútbol Club de la Segunda Federación.

## Trayectoria

### Entrenador
Es Licenciado en Ciencias de la Actividad Física y del Deporte y trabajó como preparador físico en el Pontevedra CF hasta 2009, cuando con apenas 25 años ingresó en las categorías inferiores del Real Club Celta de Vigo para hacerse cargo del equipo alevín. 
En la temporada 2017-18 se hizo cargo del juvenil "A" de División de Honor del conjunto celeste, al que dirigió durante cuatro temporadas.
En verano de 2021, tras diez temporadas trabajando en la cantera del Real Club Celta de Vigo, se marcha a China para dirigir durante dos temporadas a los equipos sub-18 y sub-19 del Wuhan Three Towns.
El 16 de junio de 2023, firma por la Sociedad Deportiva Sarriana de la Tercera Federación, con la que llegó a disputar la eliminatoria por el play-off de ascenso a Segunda Federación.
El 6 de junio de 2024, firma por el Bergantiños Fútbol Club de la Segunda Federación.

## Clubes
| Club                            | País   | Año             |
| ------------------------------- | ------ | --------------- |
| Real Club Celta de Vigo Juvenil | España | 2019-2021       |
| Wuhan Three Towns Sub-18 y 19   | China  | 2021-2023       |
| Sociedad Deportiva Sarriana     | España | 2023-2024       |
| Bergantiños Fútbol Club         | España | 2024-actualidad |